# Медісон Тауншип (округ Клеріон, Пенсільванія)
Медісон Тауншип (англ. Madison Township) — селище (англ. township) в США, в окрузі Клеріон штату Пенсільванія. Населення — 1157 осіб (2020).

## Демографія
Згідно з переписом 2010 року, у селищі мешкало 1207 осіб у 507 домогосподарствах у складі 347 родин. Було 603 помешкання
Расовий склад населення:
| - 99,0 % — білих - 0,4 % — чорних або афроамериканців - 0,2 % — азіатів |

До двох чи більше рас належало 0,4 %. Частка іспаномовних становила 0,4 % від усіх жителів.
За віковим діапазоном населення розподілялося таким чином: 18,9 % — особи молодші 18 років, 61,1 % — особи у віці 18—64 років, 20,0 % — особи у віці 65 років та старші. Медіана віку мешканця становила 45,5 року. На 100 осіб жіночої статі у селищі припадало 102,2 чоловіків;  на 100 жінок у віці від 18 років та старших — 97,4 чоловіків також старших 18 років.
Середній дохід на одне домашнє господарство  становив 48 788 доларів США (медіана — 45 188), а середній дохід на одну сім'ю — 53 334 долари (медіана — 47 438). Медіана доходів становила 47 500 доларів для чоловіків та 28 750 доларів для жінок. За межею бідності перебувало 13,0 % осіб, у тому числі 24,9 % дітей у віці до 18 років та 6,7 % осіб у віці 65 років та старших.
Цивільне працевлаштоване населення становило 518 осіб. Основні галузі зайнятості: освіта, охорона здоров'я та соціальна допомога — 24,1 %, роздрібна торгівля — 13,1 %, будівництво — 11,6 %.